# Audrey Sylvain
Audrey Sylvain (nacida el 26 de junio de 1984) es una cantante y bailarina francesa, originaria de Aviñón. Su primera banda fue Amesoeurs. También cantó en el álbum debut de Alcest. Fue miembro de tiempo completo en Peste Noire hasta su partida en 2016. En 2019, Audrey Sylvain lanzó Incandescente, el EP debut de su proyecto en solitario Malenuit.

## Discografía

### Con Amesoeurs
- Ruines Humaines - EP, 2006
- Valfunde/Amesoeurs - Álbum split, 2007
- Amesoeurs - Álbum, 2009

### Con Peste Noire
- Folkfuck Folie - Álbum, 2007
- Ballade cuntre lo Anemi francor - Álbum, 2009
- L'Ordure à l'état Pur - Álbum, 2011
- Peste Noire - Álbum, 2013
- La Chaise-Dyable - Álbum, 2015

### Voces invitadas para Alcest
- Souvenirs d'un autre monde - 2007

### Voces invitadas para Horns Emerging
- Spleen 2012

### Voces invitadas para Germ
- Audrey aparece en las canciones Butterfly y Blue as the Sky, Powerful as the Waves del álbum Grief de 2013.

### Malenuit (Proyecto en solitario)
- Incandescente- EP, 2019